# Guardami/Gente per bene
Guardami/Gente per bene è un 45 giri di Riccardo Fogli, pubblicato nel 1975. I brani sono stati pubblicati come inediti; in seguito, Guardami è stata inserita nella raccolta del 1982 (Il primo Riccardo Fogli), e in quelle del 1994, 2005 e 2009, mentre Gente per bene è stata inserita nelle compilation del 2005, 2009 e 2010.

## Tracce

### Lato A
1. Guardami - 3:37

### Lato B
1. Gente per bene